# North Andover (Massachusetts)
North Andover é uma vila localizada no condado de Essex no estado estadounidense de Massachusetts. No Censo de 2010 tinha uma população de 28.352 habitantes e uma densidade populacional de 394,56 pessoas por km².

## Geografia
North Andover encontra-se localizado nas coordenadas 42° 40′ 26″ N, 71° 05′ 29″ O. Segundo o Departamento do Censo dos Estados Unidos, North Andover tem uma superfície total de 71.86 km², da qual 68.13 km² correspondem a terra firme e (5.18%) 3.72 km² é água.

## Demografia
Segundo o censo de 2010, tinha 28.352 pessoas residindo em North Andover. A densidade populacional era de 394,56 hab./km². Dos 28.352 habitantes, North Andover estava composto pelo 88.69% brancos, o 1.78% eram afroamericanos, o 0.1% eram amerindios, o 6.3% eram asiáticos, o 0.01% eram insulares do Pacífico, o 1.62% eram de outras raças e o 1.5% pertenciam a duas ou mais raças. Do total da população o 4.93% eram hispanos ou latinos de qualquer raça.